# STIR-180

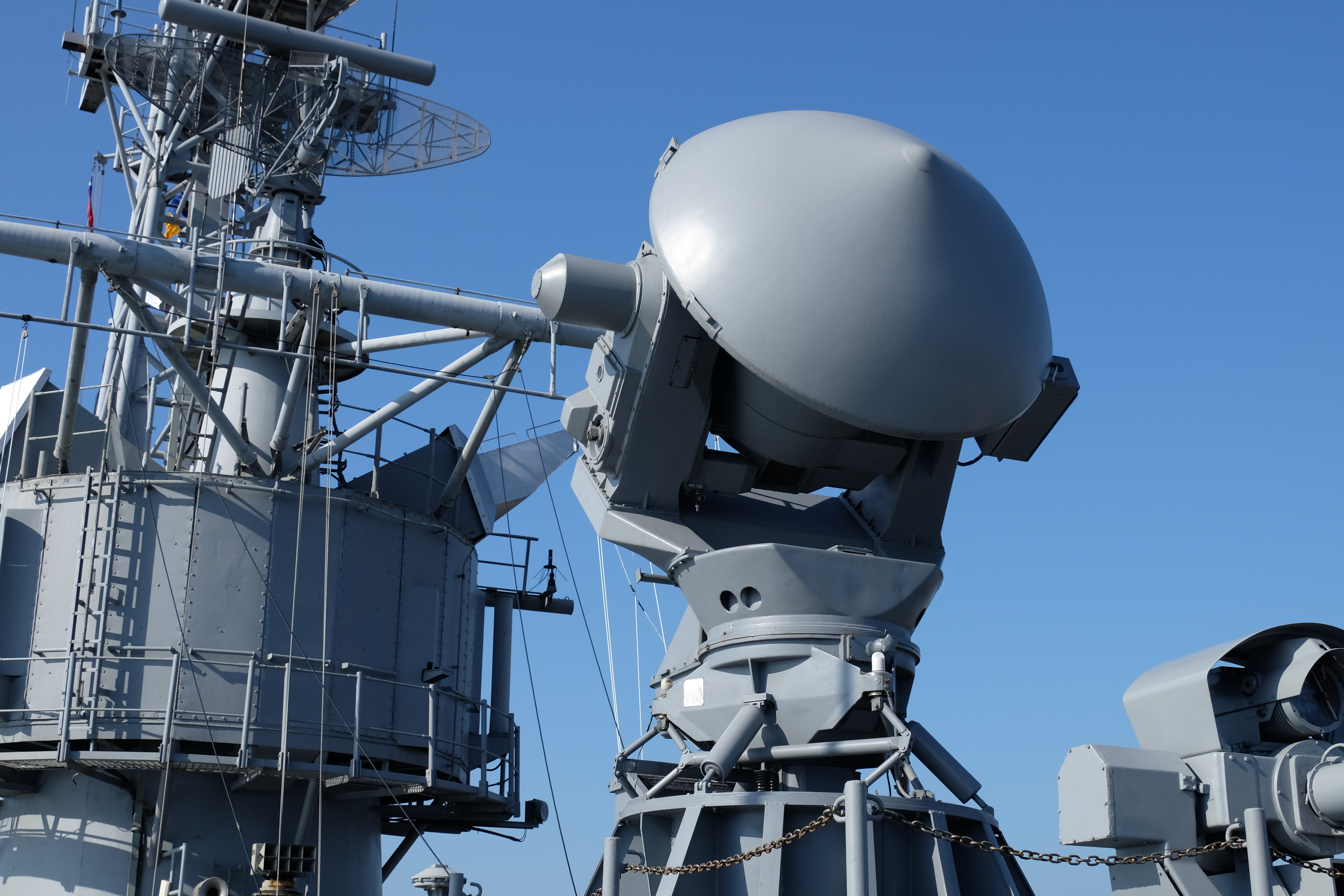

함상용 조사 레이다이다. 탐지 목표물의 높이 좌표를 확보한다. 대표적으로 광개토대왕급 구축함에 탑재돼있으며, 부족한 2차원 레이다(AN/SPS-49)를 보완하기 위해 한척당 2대씩 장착돼 있다.
- 탐지거리 : 185km

### 기타 조사 레이다
- AN/SPG-62 : 305km
- STIR-240 : 138km
- STIR-180 : 180km

### 국가별 3차원 대공 레이다
- 미국 - AN/SPY-6 2,000km 동시추적 표적 2,000개
- 미국 - AN/SPY-1 450Km~1,000Km 동시추적 표적 1,000개
- 미국 - AN/SPY-3 320km 동시추적 표적 500~600개
- 프랑스 - SMART-L 600km 동시추적 표적 1,000개
- 프랑스 - SMART-S 250km 동시추적 표적 500~600개
- 한국 - SPS-550K 250km 동시추적 표적 500~600개
- 일본 - FCS-3 400Km 동시추적 표적 300개
- 일본 - OPS-24 200Km 동시추적 표적 50개
- 영국 - SAMPSON 400Km 동시추적 표적 500개~1,000개
- 프랑스 - 헤라클레스 250Km 동시추적 표적 500개
- 중국 - 348식 레이다 300Km
- 이스라엘 - EL/M-2248 250Km
- 이탈리아 - EMPAR 180Km 동시추적 표적 300개
- 네덜란드 - APAR 150Km 동시추적 표적 200개
- 네덜란드 - MW-08 105Km 동시추적 표적 160개
- 일본 - OPS-12 120Km
- 미국 - AN/SPS-39 280Km~450Km
- 미국 - AN/SPS-48 460Km
- 미국 - AN/SPS-39 280km~450km
- 러시아 - FREGAT-M2EM 300km
- 러시아 - Fregat MAE 180km

## 같이 보기
- FCS-3
- SAMPSON
- SMART-L
- OPS-24
- AN/SPY-3
- AN/SPG-62